# Campolongo Maggiore
Campolongo Maggiore é uma comuna italiana da região do Vêneto, província de Veneza, com cerca de 9.188 habitantes. Estende-se por uma área de 23 km², tendo uma densidade populacional de 399 hab/km². Faz fronteira com Campagna Lupia, Camponogara, Fossò, Piove di Sacco (PD), Sant'Angelo di Piove di Sacco (PD).

## Demografia
| Variação demográfica do município entre 1861 e 2011                               |
|                                                                                   |
| Fonte: Istituto Nazionale di Statistica (ISTAT) - Elaboração gráfica da Wikipedia |